# Herbert Röhrig
Herbert Röhrig (* 4. März 1903 in Hannover; † 7. April 1977 ebenda) war ein deutscher Heimatforscher, Jurist, Kaufmann und Vorsitzender des Niedersächsischen Heimatbundes.

## Leben
Geboren in Hannover zur Zeit des Deutschen Kaiserreichs als Sohn eines Kaufmanns, besuchte Herbert Röhrig das hannoversche Goethe-Gymnasium etwa zur gleichen Zeit wie der im selben Jahrgang geborene spätere Schauspieler Theo Lingen. Röhrig aber machte schon als Schüler von sich reden, indem er – aus Protest gegen den preußisch orientierten Geschichtsunterricht eigene Artikel zu Themen aus der Geschichte der Stadt Hannover sowie der Geschichte etwa des ehemaligen Königreichs Hannover in verschiedenen hannoverschen Tageszeitungen veröffentlichte.
Nach dem Abitur studierte Röhrig Rechtswissenschaften an der Christian-Albrechts-Universität zu Kiel, der Eberhard Karls Universität Tübingen sowie der Georg-August-Universität Göttingen, wo er mit dem Titel eines Dr. jur. durch seine rechts- und staatswissenschaftliche Dissertation Das sächsisch-thüringische Strafrecht im 19. Jahrhundert schloss.
Im Anschluss an sein Studium absolvierte Röhrig in Hamburg eine kaufmännische Ausbildung in einem dortigen Industrieunternehmen.
Nach dem Tod seines Vaters im Jahr 1930 übernahm Herbert Röhrig die bereits von seinem Großvater gegründete Firma W. Röhrig & Sohn, Großhandel für Farben und chemische Rohstoffe. Parallel dazu übernahm er zahlreiche Ehrenämter in verschiedenen Fachverbänden. Bedeutung erlangte Röhrig jedoch vor allem durch seinen Einsatz für die Belange seiner Heimat, ihre Natur und Geschichte sowie die Heimatpflege.
Nach der Machtergreifung durch die Nationalsozialisten erarbeitete Herbert Röhrig ab 1934 ein neues Konzept für das dann 1937 im ehemaligen Palais Simon wiedereröffnete Handels- und Industriemuseum (siehe dort) der Industrie- und Handelskammer Hannover, als deren Mitglied er mehr als vier Jahrzehnte in der Vollversammlung agierte. Röhrig beantragte am 10. Juni 1937 die Aufnahme in die NSDAP und wurde rückwirkend zum 1. Mai desselben Jahres aufgenommen (Mitgliedsnummer 4.495.769).
Nach den Zerstörungen durch die Luftangriffe auf Hannover im Zweiten Weltkrieg war Herbert Röhrig schon im letzten Kriegsjahr einer der Mitbegründer der mit Genehmigung der Britischen Militärbehörden schon 1945 gegründeten Aufbaugemeinschaft Hannover, zu deren Vorsitzenden er später gewählt wurde. In dieser Funktion stritt Röhrig „[...] für einen bestmöglichen Wiederaufbau seiner Vaterstadt“. Zudem engagierte er sich in den 16 Jahren seiner Mitgliedschaft im Eilenriedebeirat für die Erhaltung des hannoverschen Stadtwaldes.
1956 bis 1975 hatte Herbert Röhrig den Vorsitz des Niedersächsischen Heimatbundes (NHB) inne, der Dachorganisation der Heimatpflege in Niedersachsen. Parallel dazu führte er von 1958 und ebenfalls bis 1975 als Vorsitzender den Kulturring Hannover.
„[...] Als exzellenter Kenner des Landes [wurde Herbert Röhrig] zur zentralen Gestalt der niedersächsischen Heimatbewegung, ohne sich dem notwendigen Fortschritt zu verschließen“. Während er einerseits für die Heimatforschung auch durch Laien eintrat, verlieh er andererseits der Heimatpflege Profil, etwa mit der von ihm 1961 für die Jahresberichte eingeführten „Roten Mappe“, die sich zum „Markenzeichen“ des NHBs entwickelte. Zudem war er bekannt für seine historischen Sammlungen und veröffentlichte selbst zahlreiche Schriften.
Herbert Röhrig blieb in seiner hannoverschen Heimat verwurzelt, zeigte sich aber weltoffen und reiste viel. Seine Beisetzung erfolgte auf Hoher See.

## Ehrungen
- 1973: Ernennung zum Ehrenmitglied der Industrie- und Handelskammer Hannover[1][Anm. 1]
- Ehrensenator der Technischen Universität Hannover[2]
- Verleihung der Stadtplakette Hannover[2]
- Auszeichnung mit der Niedersächsischen Landesmedaille[2]
- 1954: Würdigung durch Verleihung des Bundesverdienstkreuzes[2]

## Werke (Auswahl)
- Ostfriesland. Das Land um den Upstalsboom, Bremen: Friesen-Verlag, 1927
- Tidde Winnenga. Eine Erzählung vom Dollarteinbruch, Leer-Ostfriesland: D. H. Zöpfs & Sohn, [1930]
- Heilige Linien durch Ostfriesland (= Arbeiten zur Landeskunde und Wirtschaftsgeschichte Ostfrieslands, Heft 5), Aurich: A. H. F. Dunkmann, 1930
- Das Handels- und Industrie-Museum zu Hannover. Was es will und wie es werden soll (= Wirtschaftsblatt Niedersachsen, Jahrgang 1934, Nummer 19/20), Hannover: Handels- und Industrie-Museum der Industrie- und Handelskammer zu Hannover, [1934]
- Vom Schaffen und Wirken des Handelsvertreters, Hamburg: Hanseat. Verl. Ant., 1938
- Wir Handelsvertreter und die vertretenen Firmen. Eine kaufmännische und menschliche Betrachtung. Hrsg. vom Forschungsverband für den Handelsvertreter-Handelsmaklerberuf, Braunschweig: Limbach, 1957
- Hannover. Werden und Wachsen aus Landschaft und Lage, Hannover: Dorn (1958)
- Johann Duve. Aufstieg und Untergang des ersten hannoverschen Unternehmers. In: Hannoversche Geschichtsblätter. Neue Folge 15 (1961), S. 225–280
- Rettung von Rundlingen im Hannoverschen Wendland, mit der Beilage von Ernst Preising: Die Landschaft des Wendlandes und ihre Besonderheiten, aus: „Niedersachsen“. Zeitschrift für Heimat und Kultur. 1969, Heft 4, Hildesheim: Lax, 1969
- Laßt den Bürgern ihre Eilenriede, aus: Zeitschrift Niedersachsen, 1971, Heft 3, Hrsg. vom Niedersächsischen Heimatbund e. V., Hannover, 1971
- Klosterfonds und Klosterkammer, Hannover: Selbstverlag Alleehof 3, 1971

als Herausgeber:
- Hannoversche Rotröcke in Griechenland. das Tagebuch des Fähnrichs Zehe in den Türkenkriegen 1685 - 1688 (= Quellen und Darstellungen zur Geschichte Niedersachsens, Bd. 84), Hildesheim: Lax, 1975

Zu den zahlreichen Schriften Röhrigs verzeichnet die Gottfried Wilhelm Leibniz Bibliothek – Niedersächsische Landesbibliothek eine umfangreiche Bibliographie.